# Campeonato Mundial de Curling Femenino de 2017
El XXXIX Campeonato Mundial de Curling Femenino se celebró en Pekín (China) entre el 18 y el 26 de marzo de 2017 bajo la organización de la Federación Mundial de Curling (WCF) y la Federación China de Curling.
Las competiciones se realizaron en la Estadio Cubierto de la Capital de la ciudad china.

## Tabla de posiciones
| Pos | Equipo          | G  | P  | G–P |
| --- | --------------- | -- | -- | --- |
| 1   | Canadá          | 11 | 0  | –   |
| 2   | Rusia           | 8  | 3  | 1–0 |
| 3   | Suecia          | 8  | 3  | 0–1 |
| 4   | Escocia         | 7  | 4  | –   |
| 5   | Estados Unidos  | 6  | 5  | –   |
| 6   | Corea del Sur   | 5  | 6  | 2–1 |
| 7   | República Checa | 5  | 6  | 2–0 |
| 8   | Suiza           | 5  | 6  | 1–1 |
| 9   | Alemania        | 5  | 6  | 1–0 |
| 10  | Italia          | 3  | 8  | –   |
| 11  | China           | 2  | 9  | –   |
| 12  | Dinamarca       | 1  | 10 | –   |

## Cuadro final
|  | Clasif. a semifinal | Clasif. a semifinal | Clasif. a semifinal |  |  | Semifinal | Semifinal |  |              | Final        | Final |
|  |                     |                     |                     |  |  |           |           |  |              |              |       |
|  | 1                   | Canadá              | 7                   |  |  |           |           |  |              |              |       |
|  | 2                   | Rusia               | 3                   |  |  |           |           |  |              | Canadá       | 8     |
|  |                     |                     |                     |  |  | Rusia     | 9         |  | Rusia        | 3            |       |
|  |                     | Suecia              | 3                   |  |  |           |           |  |              |              |       |
|  | 3                   | Suecia              | 8                   |  |  |           |           |  | Tercer lugar | Tercer lugar |       |
|  | 4                   | Escocia             | 5                   |  |  |           |           |  |              |              |       |
|  |                     |                     |                     |  |  |           |           |  |              | Suecia       | 4     |
|  |                     |                     |                     |  |  |           |           |  |              | Escocia      | 6     |

## Medallistas
| Evento   | Oro                                                                                    | Plata                                                                                          | Bronce                                                                   |
| -------- | -------------------------------------------------------------------------------------- | ---------------------------------------------------------------------------------------------- | ------------------------------------------------------------------------ |
| Femenino | Canadá · Rachel Homan · Emma Miskew · Joanne Courtney · Lisa Weagle · Cheryl Kreviazuk | Rusia · Anna Sidorova · Margarita Fomina · Alexandra Rayeva · Alina Kovaliova · Nkeiruka Yezej | Escocia Eve Muirhead Anna Sloan Victoria Adams Lauren Gray Kelly Schafer |